# 랏사다군

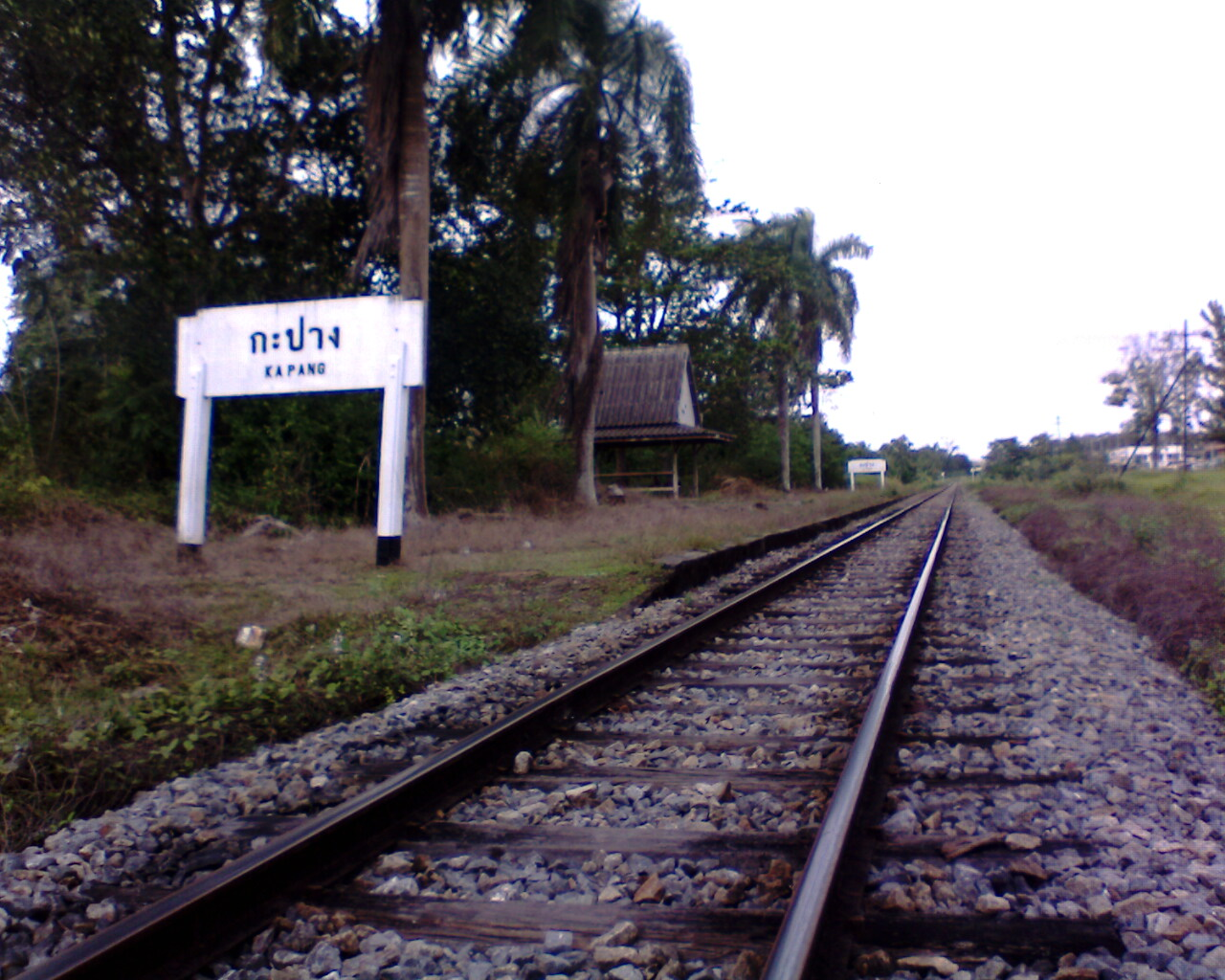

랏사다군은 뜨랑주의 행정 구역이다. 이 지역의 총 인구 수는 2005년 기준으로 26명이다. 인구 밀도는 113.5km2이다.

## 행정 구역
| 번호 | 지명        | 태국어 지명 | 빌리지 | 인구  |  |
| ---- | ----------- | ----------- | ------ | ----- |  |
| 1.   | Khuan Mao   | ควนเมา      | 15     | 6,373 |  |
| 2.   | Khlong Pang | คลองปาง     | 9      | 5,683 |  |
| 3.   | Nong Bua    | หนองบัว      | 9      | 4,737 |  |
| 4.   | Nong Prue   | หนองปรือ     | 12     | 7,057 |  |
| 5.   | Khao Phrai  | เขาไพร      | 5      | 2,531 |  |

|  | 이 글은 지리에 관한 토막글입니다. 여러분의 지식으로 알차게 문서를 완성해 갑시다. |